# Ulica Wałowa w Tarnowie
Ulica Wałowa – ulica na tarnowskiej Starówce łącząca ulicę Lwowską z placem Sobieskiego i ulicą Krakowską, okalająca Starówkę od strony północnej. Od lat 90. XX w. główny deptak miejski. Swoją pierwotną nazwę, Podwale, nosiła do drugiej połowy XIX wieku.

## Historia

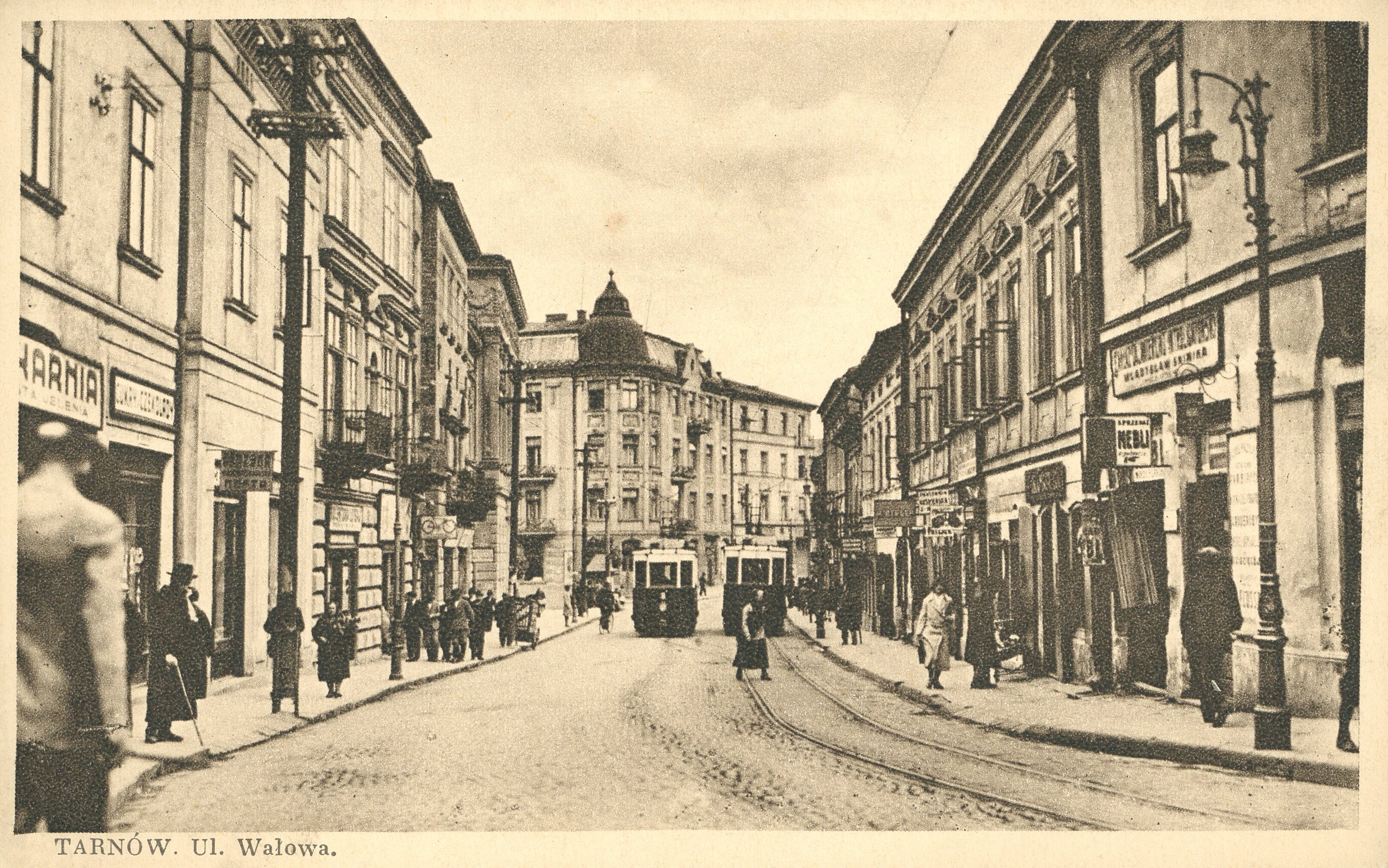
Ulica Wałowa, ~ 1923-1926

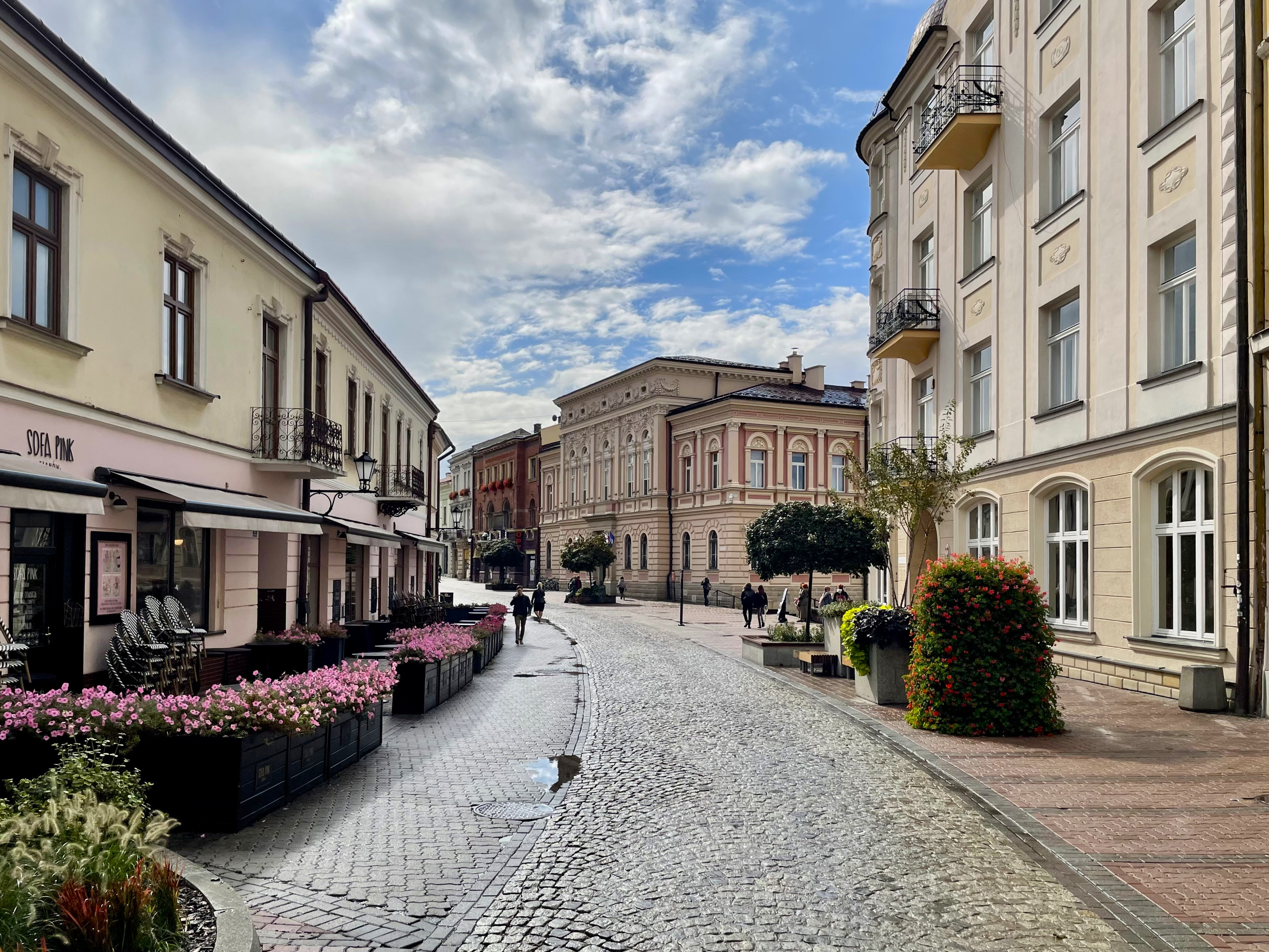
Południowa część ul. Wałowej

Ulica rozciąga się od dawnej Bramy Pilzneńskiej do (również nieistniejącej) Bramy Krakowskiej, obiegając Stare Miasto od wschodu poprzez część północną do zachodniej. Ulica wytyczona została pod koniec XVIII wieku wzdłuż zlikwidowanych okólnych murów miejskich, zachowanych w niewielkich fragmentach. Jej zabudowę stanowią przede wszystkim kamienice czynszowe z XIX w. i początku XX w. budowane na terenie po wyburzonych fortyfikacjach. Geograf Zdzisław Simche określił ruch uliczny jako ożywiony. Przy ulicy działały zajazdy oraz sklepiki prowadzone głównie przez społeczność żydowską. W latach 1911–1942 ulicą przebiegała linia tramwajowa, zlikwidowana przez władze okupacyjne. Od wczesnych lat siedemdziesiątych XX wieku stanowiła północną obwodnicę Starego Miasta dla przemieszczających się ze wschodu na zachód (ograniczono ruch do jednego kierunku). Podczas pierwszej kadencji prezydenta miasta Mieczysława Bienia na ulicy Wałowej przebudowano nawierzchnię z asfaltowej na granitową i wprowadzono zakaz ruchu pojazdów samochodowych – stała się reprezentacyjnym deptakiem miejskim.
Przy ulicy Wałowej (lub w jej najbliższym sąsiedztwie) mieszkali, m.in.:
- poeta, twórca preromantyzmu Kazimierz Brodziński[2], który uczęszczał do sąsiadującego z ulicą ówczesnego gimnazjum,
- działacz polityczny i krytyk teatralny Roman Szydłowski (1918–1983)[3],
- dyktator powstania styczniowego Marian Langiewicz, którego internowano[4] w narożnym z ulicą Krakowską Hotelu „Krakowskim”.

## Obiekty
Obiekty o charakterze zabytkowym:

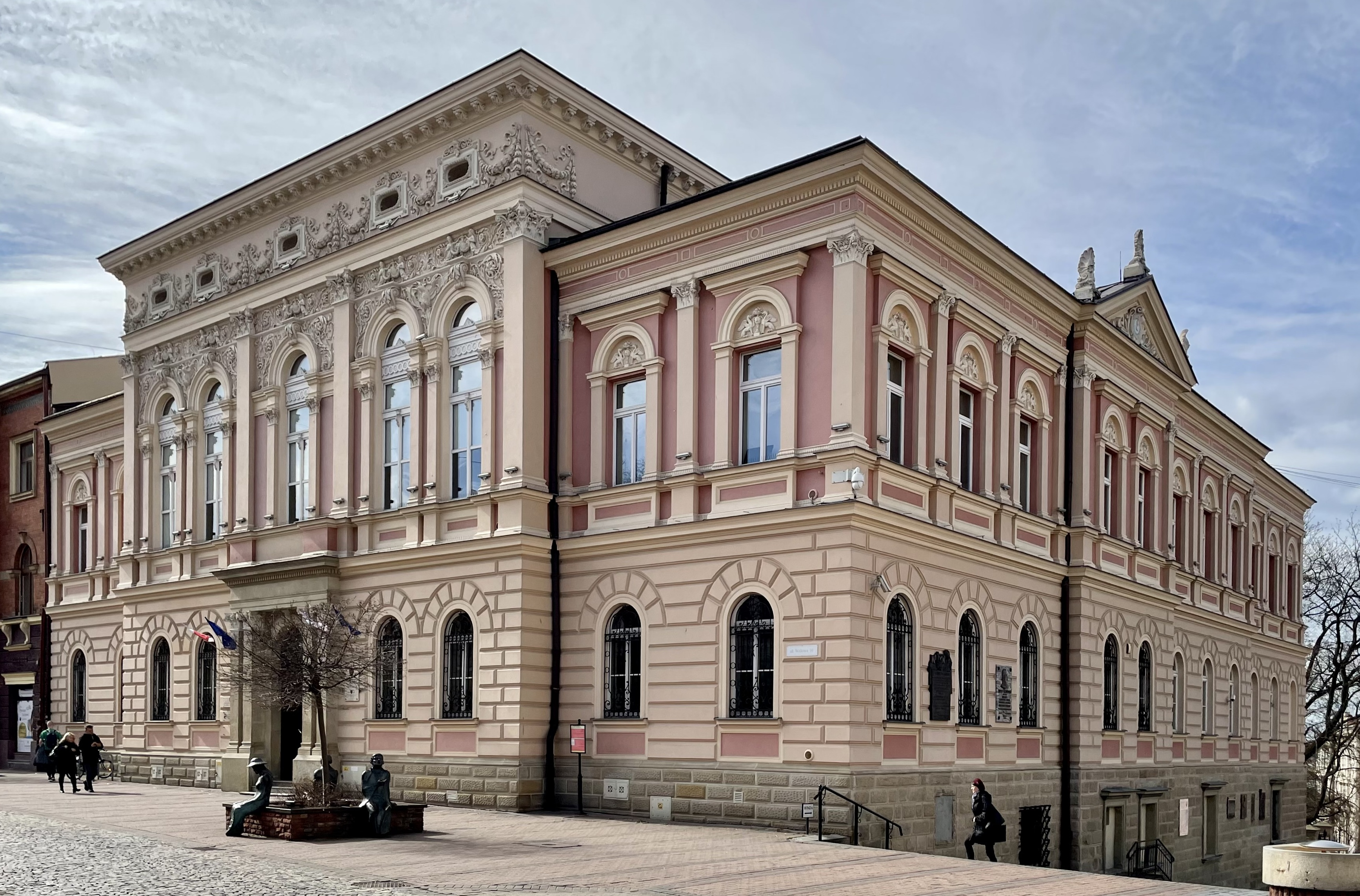
Budynek dawnej Miejskiej Kasy Oszczędności

- budynek dawnej Kasy Oszczędności z lat 1880–1882 (na pierwszym piętrze znajduje się reprezentacyjna Sala Lustrzana[5])
- XVI-wieczna renesansowa basteja[6].

Pomniki (idąc od strony ul. Krakowskiej kolejno):
- Pomnik Władysława Łokietka (Czesław Dźwigaj, 2009)
- Ławeczka Poetów (Jacek Kucaba, 2004)
- Pomnik Romana Brandstaettera (Jacek Kucaba, 2008)
- Pomnik generała Józefa Bema (Bogdana Drwal, Stefan Niedorezo, 1985)